# The Plague Within
The Plague Within è il quattordicesimo album in studio del gruppo musicale gothic metal britannico Paradise Lost, pubblicato nel 2015.

## Tracce
1. No Hope in Sight – 4:54
2. Terminal – 4:28
3. An Eternity of Lies – 5:58
4. Punishment Through Time – 5:13
5. Beneath Broken Earth – 6:09
6. Sacrifice the Flame – 4:42
7. Victim of the Past – 4:29
8. Flesh from Bone – 4:19
9. Cry Out – 4:31
10. Return to the Sun – 5:44

## Formazione

### Gruppo
- Nick Holmes – voce
- Gregor Mackintosh – chitarra ritmica e solista
- Aaron Aedy – chitarra ritmica
- Stephen Edmondson – basso
- Adrian Erlandsson – batteria

#### Altri musicisti
- Heather Thompson – voce addizionale